# Gabrielle Miller
Gabrielle Sunshine Miller (9 de noviembre de 1973) es una actriz canadiense.

## Carrera
Fue miembro del elenco de la serie de televisión canadiense Corner Gas, por el cual ganó el premio Gemini a Mejor Interpretación en Programa o Serie de Comedia en 2007 y dos premios Leo por Mejor Interpretación o Presentación en Programa o Serie Musical, de Comedia o de Variedades (2005 o 2006).
Ella también aparece en la serie de la CTV Robson Arms para la que ganó otro premio Leo a la Mejor Actriz de Reparto en una Serie Dramática en 2007. Las temporadas de duración limitada de ambas series le permitieron aparecer en ambos programas simultáneamente. 
Miller también tuvo un papel recurrente en la serie de televisión Alienated durante 2004, dándole la rara distinción de protagonizar tres series en marcha en el mismo año. 
La carrera en cine y televisión de Miller se remonta a 1993, y ha aparecido en una gran variedad de producciones canadienses y estadounidenses, incluyendo Highlander, The X-Files (donde interpretó dos papeles diferentes), Stargate SG-1, UC: Undercover y Frasier. En 2002, fue miembro del elenco de la serie dramática estadounidense Breaking News. También ha aparecido en Sliders como Fling. 
Ella también es patrocinadora de World Vision Canadá.

## Filmografía

### Cine
| Año  | Título                      | Papel           | Notas                                  |
| ---- | --------------------------- | --------------- | -------------------------------------- |
| 1994 | Digger                      | Rosemary Malone |                                        |
| 1996 | Starlight                   | Deborah         |                                        |
| 1998 | Rupert's Land               | Shelley         |                                        |
| 2000 | Earliest Memory Exercise    | Mom             |                                        |
| 2000 | The Silencer                | Jill Martin     |                                        |
| 2000 | Marine Life                 | Joyce           |                                        |
| 2005 | How to Make a Canadian Film | Cortometraje    |                                        |
| 2006 | Love and Other Dilemmas     | Ginger Shapiro  |                                        |
| 2011 | Sisters & Brothers          | Louise          |                                        |
| 2012 | Moving Day                  |                 |                                        |
| 2012 | Down River                  | Fawn            |                                        |
| 2014 | Apple Mortgage Cake         |                 |                                        |
| 2014 | Corner Gas: The Movie       | Lacey Burrows   | De la serie de televisión de 2004-2009 |

### Televisión
| Año           | Título                                           | Papel                   | Notas                                                          |
| ------------- | ------------------------------------------------ | ----------------------- | -------------------------------------------------------------- |
| 1993          | Judgment Day: The John List Story                | Patty List              | Película para TV                                               |
| 1993          | For the Love of My Child: The Anissa Ayala Story | Claudine                | Película para TV                                               |
| 1993          | Highlander                                       | Bess                    | Episodio: "Epitaph for Tommy"                                  |
| 1994          | Highlander                                       | Michelle                | Episodio: "Rite of Passage"                                    |
| 1994          | Neon Rider                                       | Nicole                  | Episodio: "Where the Buffalo Roam"                             |
| 1994          | Jane's House                                     | Chica                   | Película para TV                                               |
| 1994          | Moment of Truth: To Walk Again                   | Karen                   | Película para TV                                               |
| 1994          | The Disappearance of Vonnie                      | Francine                | Película para TV                                               |
| 1994          | M.A.N.T.I.S.                                     | Antonia Krieg           | Episodio: "The Black Dragon"                                   |
| 1995          | Madison                                          | Jennifer Steadman       | Episodio: "Bad Girls"                                          |
| 1995          | The Other Mother: A Moment of Truth Movie        | Hermana Beatrice        | Película para TV                                               |
| 1995          | Sliders                                          | Fling                   | Episodio: "Summer of Love"                                     |
| 1995          | The X-Files                                      | Paula Gray              | Episodio: "Our Town"                                           |
| 1996          | The X-Files                                      | Brenda J. Summerfield   | Episodio: "Syzygy"                                             |
| 1996          | Mother, May I Sleep with Danger?                 | Película para TV        |                                                                |
| 1996          | The Outer Limits                                 | Charlotte Nichols       | Episodio: "From Within"                                        |
| 1997          | The Sentinel                                     | Kate Freeman            | Episodio: "Smart Alec"                                         |
| 1997          | Breaking the Surface: The Greg Louganis Story    | Despina                 | Película para TV                                               |
| 1997          | Dead Man's Gun                                   | Louise                  | Segmento: "My Brother's Keeper"                                |
| 1997          | Stargate SG-1                                    | Thetys                  | Episodio: "Brief Candle"                                       |
| 1997          | The Advocate's Devil                             | Película para TV        |                                                                |
| 1998          | In the Doghouse                                  | Lauren Gibb             | Película para TV                                               |
| 1998          | Viper                                            | Wanda Stirnweis         | Episodio: "Paper Trail"                                        |
| 1998          | Voyage of Terror                                 | Paula Simon             | Película para TV                                               |
| 1998          | Poltergeist: The Legacy                          | Mary Miller             | Episodio: "The Covenant"                                       |
| 1998          | Floating Away                                    | Sugar                   | Película para TV                                               |
| 1998          | Welcome to Paradox                               | Jane                    | Episodio: "Alien Jane"                                         |
| 1998          | The New Addams Family                            | Amanda Peterson         | Episodio: "New Neighbors Meet the Addams Family"               |
| 1999          | Da Vinci's Inquest                               | Joanna                  | Episodio: "The Hunt" Episode: "The Capture"                    |
| 1999          | The Net                                          | Julie 'Diva' Davis      | Episodio: "Eye-see-you.com"                                    |
| 1999          | As Time Runs Out                                 | Película para TV        |                                                                |
| 1999          | First Wave                                       | Molly                   | Episodio: "Susperience"                                        |
| 2000          | The Inspectors 2: A Shred of Evidence            | Betty Marsh             | Película para TV                                               |
| 2000          | The Outer Limits                                 | Wendy                   | Episodeio: "Glitch"                                            |
| 2001          | Anatomy of a Hate Crime                          | Kara Dupree             | Película para TV                                               |
| 2001          | The Immortal                                     | Amente                  | Episodio: "Forest for the Trees"                               |
| 2001          | The Chris Isaak Show                             | Oficial Bonnie          | Episodio: "Fantasia"                                           |
| 2001          | UC: Undercover                                   | Vanessa                 | Episodio: "Life on the Wire" Episodio: "Kiss Tomorrow Goodbye" |
| 2002          | Video Voyeur: The Susan Wilson Story             | Tisha Salomon           | Película para TV                                               |
| 2002          | The Outer Limits                                 | Megan                   | Episodio: "The Tipping Point"                                  |
| 2002          | Due East                                         | Judi                    | Película para TV                                               |
| 2002          | Jeremiah                                         | Naomi                   | Episodio: "The Touch"                                          |
| 2002          | Breaking News                                    | Jacqui Savard           | Serie de TV                                                    |
| 2002          | Pasadena                                         | Emily                   | 5 episodios                                                    |
| 2002          | Liebe auf den 2. Blick                           | Sarah                   | Vídeo                                                          |
| 2002          | The Twilight Zone                                | Angela Perry            | Episodio: "To Protect and Serve"                               |
| 2003          | Just Cause                                       | Kratzer's Secretary     | Episodio: "Hide and Seek"                                      |
| 2003          | Jake 2.0                                         | Jenny                   | Episodio: "Last Man Standing"                                  |
| 2003–2004     | Alienated                                        | Rebecca Myers           | 8 episodios                                                    |
| 2004          | Frasier                                          | Willa                   | Episodio: "Coots and Ladders"                                  |
| 2004          | The Collector                                    | Alicia Keller           | Episodio: "The Roboticist"                                     |
| 2004–2009     | Corner Gas                                       | Lacey Burrows           | 107 episodios                                                  |
| 2005–2008     | Robson Arms                                      | Roberta 'Bobbi' Briggs  | 19 episodios                                                   |
| 2006          | One Dead Indian                                  | Ayudante de Gabinete #1 | Película para TV                                               |
| 2007          | Intelligence                                     | Rayann Ribiso           | Episodio: "Dante's Inferno"                                    |
| 2007          | Elijah                                           | Jill                    | Película para TV                                               |
| 2007          | Holiday in Handcuffs                             | Jessica                 | Película para TV                                               |
| 2010          | Cold Case                                        | Barb Welter             | Episodio: "The Runaway Bunny"                                  |
| 2010          | NCIS                                             | Andrea Mavery           | Episodio: "Jurisdiction"                                       |
| 2011          | Trading Christmas                                | Faith                   | Película para TV                                               |
| 2012          | Call Me Fitz                                     | Melody Gray             | Recurrente (7 episodios)                                       |
| 2013          | Lost Girl                                        | Caroline                | Episodio: "Adventures in Fae-bysitting"                        |
| 2013          | Satisfaction                                     | Denise                  | Episodio: "First Contact"                                      |
| 2014          | Christmas at Cartwright's                        | Fiona                   | Película para TV                                               |
| 2015–presente | Good Witch                                       | Linda Wallace           |                                                                |
| 2015          | Haven                                            | Lainey                  | 2 episodios                                                    |
| 2016          | Adventures in Babysitting                        | Donna Cooper            | Película para TV                                               |

## Premios y nominaciones
| Año  | Premio                | Categoría                                                                                      | Producción                          | Resultado |
| ---- | --------------------- | ---------------------------------------------------------------------------------------------- | ----------------------------------- | --------- |
| 1999 | Gemini                | Mejor Interpretación de Actriz Invitada en Serie Dramática                                     | Da Vinci's Inquest                  | Nominada  |
| 2004 | Gemini                | Mejor Interpretaciíon en Programa o Serie de Comedia                                           | Corner Gas ("Face Off")             | Nominada  |
| 2004 | Canadian Comedy Award | Televisión - Interpretación Bastante Divertida - Femenina                                      | Corner Gas                          | Nominada  |
| 2005 | Leo                   | Serie Dramática: Mejor Interpretación Femenina Invitada                                        | Robson Arms ("The Tell-Tale Latex") | Nominada  |
| 2005 | Leo                   | Programa o Serie Musical, de Comedia o de Variedades: Mejor Interpretación o Presentador(es)   | Corner Gas ("Face Off")             | Ganadora  |
| 2006 | Leo                   | Mejor Interpretación o Presentación en un Programa o Serie Musical, de Comedia o de Variedades | Corner Gas ("The Brent Effect")     | Ganadora  |
| 2006 | Gemini                | Mejor Interpretación en un Programa o Serie Cómico                                             | Corner Gas ("Merry Gasmas")         | Nominada  |
| 2007 | Gemini                | Mejor Interpretación en un Programa o Serie Cómico                                             | Corner Gas ("Gopher It")            | Ganadora  |
| 2007 | Gemini                | Mejor Actriz en Papel Protagonista Dramático                                                   | Robson Arms ("Texas Birthmark")     | Nominada  |
| 2007 | Leo                   | Mejor Interpretación o Presentación en un Programa o Serie Musical, de Comedia o de Variedades | Corner Gas ("Dress for Success")    | Nominada  |
| 2007 | Leo                   | Mejor Actriz de Reparto en Serie Dramática                                                     | Robson Arms ("Texas Birthmark")     | Ganadora  |
| 2008 | Leo                   | Mejor Interpretación o Presentación en un Programa o Serie Musical, de Comedia o de Variedades | Corner Gas ("Happy Campers")        | Nominada  |
| 2009 | Leo                   | Mejor Interpretación o Presentación en un Programa o Serie Musical, de Comedia o de Variedades | Corner Gas ("Whiner Takes All")     | Nominada  |
| 2013 | Canadian Screen Award | Mejor Actriz de Reparto                                                                        | Moving Day                          | Nominada  |